# Ubaldo Righetti
Ubaldo Righetti (Sermoneta, 1 de março de 1963) é um ex-futebolista e treinador italiano que atuava como zagueiro. Atualmente é comentarista esportivo e ator de teatro, tendo em 2016 feito a peça " Ti regalo un sogno ".

## Carreira

### Roma
Veio para o Roma da base do Latina, em 1980. Estreou-se na Serie A com a Roma na temporada 1981-1982, aos 18 anos, jogando 3 minutos de um jogo contra o Cagliari. Lançado pelo então técnico da Roma Nils Liedholm, jogou sua primeira partida inteira em 21 de março de 1982, em Bolonha.
Jogou pelos Giallorossi por 7 anos, vencendo o Scudetto de 1982-83 e a Coppa Italia 2 vezes. Foi titular na final da Taça dos Clubes Campeões Europeus de 1983–84, mas a Roma foi derrotada pelo Liverpool nos pênaltis por 4 a 2, com Righetti convertendo a sua cobranças. Em 1984–85, marcou seu único gol pelo Roma, contra o Ascoli. As expectativas em cima de Righetti se tornaram altas, principalmente após ser premiado com o Troféu Bravo[carece de fontes?] e com as saídas dos companheiros Agostino Di Bartolomei e Michele Nappi e o viam como um possível craque do futuro, mas aconteceu o contrário, seu desempenho caiu bruscamente e não conseguiu corresponder as expectativas.

### Udinese, Lecce e Bari
Em 1987 vai para a Udinese, para ser vendido no ano seguinte ao Lecce, onde vai jogar durante dois anos. Durante o mês de maio de 1990, ele foi emprestado ao Bari para jogar a Copa Mitropa, que o time de Apúlia conseguiu o título após vencer por 1 a 0 sobre o Genoa.

### Pescara
Em 1990 chegou ao Pescara, que estava na Série B e era treinado por Carlo Mazzone, que ficou até a primeira parte do campeonato, sendo substituído por Giovanni Galeone, que conseguiu evitar a queda para a Série C. No campeonato 1991–92, Righetti foi o pilar da defesa dos biancazzurra, liderando o clube para promoção à Série A. Mas o Pescara foi rebaixado na temporada seguinte e ao final da temporada 1993–94, encerrou a carreira aos 36 anos.

## Carreira como treinador
Iniciou a carreira de treinador, 1° treinando o clube amador Renato Curi Angolana e depois o Gela Juveterronova, da Série C. Depois, migrou para o Lodigiani na temporada 2001–02, onde foi demitido no decorrer do campeonato. Passaria ainda pelo Fano na temporada 2002–03, pelo Tivoli em 2003–04 e o por último no Vittoria, assumindo em janeiro de 2005 e foi despedido no final da temporada.

## Seleção Italiana
Passou pelo Sub-20 e o Sub-21 da Itália, além da Seleção principal, atuando em 8 jogos entre 1983 e 1985.

### Jogos pela Seleção Italiana
Abaixo, todos os jogos de Righetti pela seleção:
| Jogos | Jogos                  | Jogos            | Jogos      | Jogos     | Jogos | Jogos                        |
| #     | Data                   | Local            | Adversário | Resultado | Gol   | Competição                   |
| ----- | ---------------------- | ---------------- | ---------- | --------- | ----- | ---------------------------- |
| 1.    | 16 de novembro 1983    | Praga            | Chéquia    | 2–0       | 0     | Qualificações para EURO 1984 |
| 2.    | 22 de dezembro 1983    | Perugia          | Chipre     | 3–1       | 0     | Qualificações para EURO 1984 |
| 3.    | 3 de março de 1984     | Istambul         | Turquia    | 1–2       | 0     | Amistoso                     |
| 4.    | 7 de abril de 1984     | Verona           | Chequia    | 1–1       | 0     | Amistoso                     |
| 5.    | 26 de setembro de 1984 | Milão            | Suécia     | 1–0       | 0     | Amistoso                     |
| 6.    | 3 de março de 1984     | Lausana          | Svizzera   | 1–1       | 0     | Amistoso                     |
| 7.    | 8 de dezembro de 1984  | Pescara          | Polônia    | 2–0       | 0     | Amistoso                     |
| 8.    | 2 de junho de 1985     | Cidade do México | México     | 1–1       | 0     | Amistoso                     |

## Títulos

### Roma
- Serie A Italiana: 1982–83
- Coppa Italia: 1980–81, 1983–84 e 1985–86

### Bari
- Mitropa Cup: 1990

### Prêmios individuais
- Trofeo Bravo: 1984